# Ismaël Lô
Ismaël Lô (Dogondoutchi, 30 augustus 1956) is een Senegalees zanger, musicus en songwriter. Lô (een singer-songwriter die zichzelf begeleid op gitaar en mondharmonica) wordt wel de Afrikaanse of Senegalese Bob Dylan genoemd.

## Biografie
Ismaël Lô werd geboren in een islamitisch gezin in Niger. Zijn vader was Senegalees en zijn moeder Nigeriaans. Ze verhuisden naar Rufisque in Senegal toen Ismaël nog jong was. Op jonge leeftijd begon hij gitaar te spelen op een zelfgemaakte gitaar. Hij luisterde naar Otis Redding, Wilson Pickett, Etta James en mandingomuziek, en leerde liedjes door naar de radio te luisteren.
In 1979 werd hij lid van Omar Pene's band Super Diamono de Dakar, een band die mbalax combineerde met westerse ritmes. Lô zong en speelde gitaar in de band. In 1984 verliet hij de band om daarna zijn eerste soloplaat uit te brengen.

## Muziekstijl en thematiek
Lô combineert Senegalese mbalax met andere stijlen als mandingo folk, pop, soul, reggae en Latin. De snelle, door percussie gedreven mbalax heeft bij hem een eigen geluid door zijn coole, ontspannen stem en stijl.
Lô zingt over liefde en over allerlei maatschappelijke onderwerpen zoals racisme, immigratie, vrede, ongelijkheid, het gearrangeerde huwelijk, armoede en hongersnood.

## Erkenning en waardering
Radio France Internationale noemde Lô een van de bekendste en meest gewaardeerde Senegalese zangers in Europa. The Guardian schreef dat Lô een van de mooiste stemmen van Senegal bezit. Songlines schreef dat Lô's album Ismaël Lô (1991) een openbaring was, mede dankzij de vaak voortreffelijke songs.
In 1997 won Lô een Kora Award in de categorie Beste Mannelijke Artiest. In 2002 werd hij door de Franse regering benoemd tot Ridder in de Orde van het Legioen van Eer.

## Optredens en samenwerkingen
Ismaël Lô gaf optredens in diverse landen, waaronder Senegal, Frankrijk, Canada, Marokko, Zimbabwe, Kenia, Namibië, Mauritius, Oeganda en Tunesië. Lô nam muziek op met onder andere Marianne Faithfull, Souad Massi, Cesária Évora en Stephan Eicher. De song Without Blame schreef hij samen met Roger Waters. Hij trad met Jane Birkin op in Olympia, Parijs en met Thione Seck in Zwitserland. Lô's song Tajabone werd gebruikt in Pedro Almodovar's film Todo sobre mi madre.

## Discografie
- Xalat (1984)
- Xiif (1985)
- Ismaël Lô (1991)
- Diawar (1994)
- Iso (1994)
- Natt (1996)
- Jammu Africa (1997)
- Tadieu Bone (2000)
- Dabah (2002)
- Sénégal (2006)